# Стари конак
Стари конак или Симићева кућа у Београду је била резиденција владара кнежевине и краљевине Србије током 19. и почетком 20. века.
Кућу је крајем 30-их година 19. века саградио Стојан Симић (1797—1852) за своје потребе. У то време кућа је била далеко од вароши, на пољани иза Теразија. Како је 1842. године дошло до промене династија, држава је за потребе резиденције новог кнеза Александра Карађорђевића откупила Симићеву кућу 1843. године и кнез се ту убрзо уселио са породицом. Локација где је био овај двор, познат под именом Стари конак, је на месту између данашњег Новог и Старог двора.
Када је крајем 1858. године кнез Александар сишао са власти и по други пут дошао кнез Милош Обреновић, почела је градња нове резиденције у непосредној близини Старог конака, на месту данашњег Новог двора. Ипак, новоизграђени објекат који је требало да користи кнез Михаило Обреновић није никада коришћен као двор него су у њему била смештена министарства спољних послова и полиције, док је кнез користио Стари конак. Остало је забележено да је у Старом конаку био одар кнеза Михаила после убиства 1868. године.
Као своју резиденцију користили су је касније краљ Милан и краљица Наталија који су у непосредној близини подигли Стари двор 1881-1884 године. Користили су га затим краљ Александар и краљица Драга. У овом објекту је извршен Мајски преврат 1903. године, атентат на последње Обреновиће.
Стари конак је срушен 1904. године и сада се ту налази парк. У последњем поглављу свог романа Апис и Александар – Трагови писац и новинар Ненад Новак Стефановић пише између осталог и о томе шта се десило са Старим конаком у коме су убијени Александар и Драга Обреновић, као и са покућством које су користили. Према његовим речима, исте 1904. године када се Конак рушио обнављала се Варошка болница. Неко се тада сетио (вероватно је да је то била Јелисавета Начић, која је тада била градски архитекта) да би требало сачувати стаклену надстрешницу која  је украшавала задњи улаз Конака, према парку. Та надстрешница пребачена је и монтирана изнад главног улаза Варошке болнице, где и данас стоји.
- Стари двор и Конак на разгледници из 1900. године
- Стари двор на разгледници из 1930. године
- Нови двор и локација конака данас
- Конак 1876. године